# Banderas gemelas de Allende
Las banderas gemelas de Allende son un par de banderas que fueron realizadas ex profeso por el entonces capitán del ejército novohispano Ignacio Allende para la lucha armada que iniciaría el 1 de octubre de 1810, pero como se adelantó la fecha del levantamiento armado por el descubrimiento de la conspiración, las banderas debieron usarse sin más preparación, estas banderas fueron tomadas como trofeo de guerra por los realistas y llevadas a España donde estuvieron guardadas en el Museo del Ejército hasta su intercambio por las banderas españolas capturadas al general español Isidro Barradas durante el llamado Intento de Reconquista de 1829, ese intercambio o permuta se dio en Santillana del Mar, España el 16 de mayo de 2010, actualmente se exhiben en el Museo Nacional de Historia en la Ciudad de México.

## Descripción
Son dos banderas cuadradas de unos 1.3 m por lado, compuestas en su base por tela de tafetán color azul celeste, al medio llevan dos cuadros de tela preparada que ocupan tres quintas partes por lado aproximadamente, de un lado conocido como frente se presenta una imagen de Nuestra Señora de Guadalupe que lleva una corona simple de ocho picos en oro, sin ningún otro elemento, el reverso lleva una imagen compuesta por varios elementos formando un escudo.
El escudo se forma por un águila con las alas extendidas que sujeta una serpiente con el pico, parada sobre un nopal de cuatro pencas y tronco, que descansa sobre tierra, al fondo se ve agua y montañas con un cielo azul celeste, estos elementos se cierran por un marco curvo ornamentado, en la parte alta de este, esta una figura de San Miguel Arcángel que en una mano sostiene una cruz y en la otra una balanza; detrás de todos se ven cuatro lanzas y cuatro banderas. Dos son gallardetes uno blanco y otro rojo, las otras dos son banderas cuadradas con la Cruz de Borgoña, una roja y la otra blanca, intercaladas. Debajo del escudo hay dos cañones y entre ellos balas de cañón, un tambor y un arco. El fondo es como una cima con un cielo azul, amarillo y naranjado, como si fuera un amanecer.

### Diferencias
Las banderas fuera de diferencias en el tamaño y otros elementos muy notables, se diferencian por las banderas con cruz de borgoña y la imagen de San Miguel Arcángel, una que llamaremos:

#### Bandera de Cruz
Tiene las cruces de borgoña en el sentido de una cruz normal, mientras el San Miguel sostiene la cruz con su mano izquierda y la balanza con la derecha, otro detalle es que tiene una lanza con cuchilla redonda en la parte alta a la izquierda de la bandera.

#### Bandera de Equis
Tiene las cruces de borgoña en forma de una equis, tal y como se coloca normalmente la cruz de borgoña, el San Miguel esta volteado con respecto a la otra bandera y sostiene la cruz con su mano derecha y la balanza con la izquierda, otro detalle es que donde la primera tiene una lanza con cuchilla redonda en la parte alta a la izquierda de la bandera, esta lleva una lanza normal, mientras abajo a la izquierda de la bandera lleva la lanza con cuchilla redonda, pero esta parece que deriva de un tridente.

Bandera Cruz de Ignacio Allende.
Bandera Equis de Ignacio Allende
Detalle del escudo del reverso de la Bandera Cruz de Ignacio Allende.
Detalle del escudo del reverso de la Bandera Equis de Ignacio Allende.

## Colores y significados
Las banderas son de color Azul Celeste porque ese color junto al blanco pertenece a la iconografía de la Virgen María en este caso en su advocación de Guadalupe.
En el escudo del reverso se puede ver al centro el águila mexicana como símbolo de la Nueva España y por ende de los nativos de América, criollos o castas por igual.
Sobre el marco del águila mexicana se puede ver la figura de San Miguel Arcángel que se presenta como patrono de los militares, ya que él será el encargado de dirigir la lucha contra las huestes del mal durante el Apocalipsis.
Tras los anteriores se pueden ver armas como si fueran trofeos, pero además se ven banderas reglamentarias de los cuerpos armados novohispanos, la bandera de cruz de bordona y el gallardete que usa la caballería, ya que la bandera servía de guía a una compañía de Dragones o Caballería.

## Uso
Estas banderas se usaban sobre un mástil con una cruceta, que permitía hacerlas tremolar sobre este eje de tal suerte que siempre se cambiaba la cara que se mostraba, si se hacía correctamente se podían mostrar ambas caras a la vez, una de cada bandera a todos los presentes y en todas direcciones.

## Historia

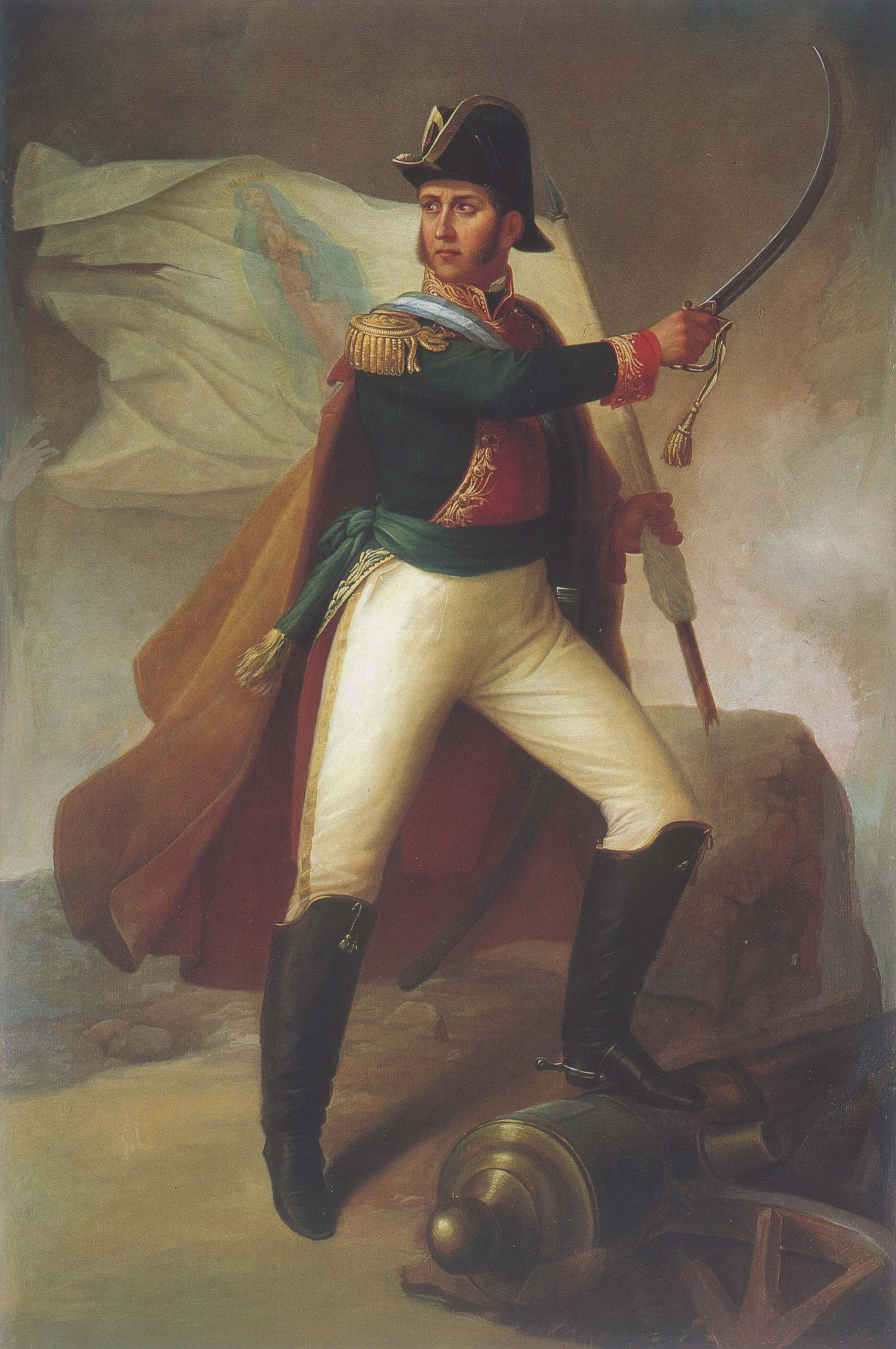
Retrato póstumo de Ignacio Allende donde sostiene una bandera gemela,.

Se cree que ambas fueron las primeras banderas hechas explícitamente para la guerra y en vista de una unidad nacional, aunque en ese momento se pensara en Nueva España, México sería solo un poco más tarde. De ¿Quién? las hizo no se tiene registro y tampoco de ¿Cómo? fueron financiadas, se cree que en parte debieron ser financiadas por las familias ricas de San Miguel el Grande, hoy San Miguel de Allende, ya sea a través del ayuntamiento o en forma privada y entre 1794 y 1810. Como sea estas banderas acompañaron a los Insurgentes por unos cuatro meses entre el 16 de septiembre de 1810 y el 17 de enero de 1811, cuando fueron capturadas por las tropas de Félix María Calleja.
Entre esas fechas estas banderas fueron unas de las varias banderas que portaron las tropas insurgentes, la gran mayoría de ellas formadas por pendones y banderas con la efigie de Nuestra Señora de Guadalupe, como los llamados Estandartes de Hidalgo que se conservan en el Museo Nacional de Historia en Chapultepec. En concreto durante esos meses este par de banderas acompañaron al Regimiento de Dragones de la Reina que comandaban como capitanes Ignacio Allende y Juan Aldama, participando en la Toma de la Alhóndiga de Granaditas, Batalla del Monte de las Cruces, Batalla de Aculco, Toma de Valladolid, Batalla de Guanajuato y en la Batalla del Puente de Calderón.
Es en el Puente de Calderón donde soldados del Regimiento de Dragones de España, en concreto José Terán y José Ordaz capturan las banderas, uno matando al portador de una y al capturar al portador de la otra bandera, tras lo cual las fuerzas realistas realizan una contabilidad de los pertrechos y emblemas capturados a los insurgentes, en esa relación el General Félix María Calleja habla de:

“Dos banderas sobre tafetán celeste, con la imagen de Nuestra Señora de Guadalupe y al reverso el arcángel San Miguel con el Águila Imperial y varios trofeos y jeroglíficos,…”

Además de ellas se contabilizan tres banderas y dos estandartes que mostraban a la Virgen de Guadalupe, lo que hoy se llaman Estandartes de Hidalgo. Todos esos trofeos de guerra y muchos más, tomados durante las variadas acciones militares de Calleja y otros militares contra los insurgentes se van acumulando y cuando se conoce el regreso al trono de Fernando VII en 1814 tras unos años fuera del trono, por la invasión de Napoleón Bonaparte a España, Calleja ya como Virrey decide enviar varios de esos trofeos al Ministro de la Guerra de España, entre ellos las banderas gemelas.

“Nota de las alhajas y muebles que el virrey de Nueva España remite al Excelentísimo Ministro de la Guerra para que se sirva tenerlo a disposición de S.A. la Regencia del Reino”.

Al ser recibidas en España son depositadas en el entonces llamado Real Museo Militar donde quedaran almacenas por poco menos de doscientos años junto con otras banderas y trofeos, algunos desaparecidos en el tiempo y otros aún en el museo como:
- El llamado Pendón de Hernán Cortes que dio a la ciudad de Oaxaca en el siglo XVI.[2][4]

- La Bandera Blanca con Cruz de Borgoña Azul, no reglamentaria.[2][4]

El par de banderas no siempre estuvieron en el museo, se sabe que estuvieron en el despacho del Ministro de Guerra español hasta luego de 1829, cuando se supo de la derrota del Intento de Reconquista de 1829, se cree que estaban ahí como un elemento inspirador de la campaña militar.
Durante los siguientes 180 años restantes en España las banderas fueron separadas dentro del museo, una se guardó doblada en una vitrina y otra se colgó en una pared junto a la Bandera de Borgoña Azul, como dato curioso esta el que personajes mexicanos como Vicente Riva Palacio al exiliarse o visitar Madrid solían ir al Museo a cuadrarse ante las banderas mexicanas, en concreto una de estas.
Durante esos años las banderas se identificaron como Banderas de San Miguel, y se atribuían a José María Morelos, aunque también se atribuían a Hidalgo, en su clasificación decía:

”La primera pieza y la segunda son las banderas casi iguales de San Miguel el Grande, con las que los rebeldes dieron el “grito de la insurrección”

Es por eso que durante siglos se prestó a confusión ya que se suponía popularmente que la bandera usada el 15 de septiembre se encontraba en México y era un pendón, pero en la realidad nunca uso una bandera o un pendón Miguel Hidalgo y Costilla durante su arenga de la madrugada del 16 de septiembre. Por eso aunque algunos estudiosos sabían de su existencia, no lograban localizarlas, como le ocurrió al historiador y político Luis Castillo Ledón.
Es solo hasta que en la primera década del siglo XXI, la investigadora del Instituto Nacional de Antropología e Historia, Martha Terán, luego de años de pesquisas y la ayuda de varios historiadores y especialistas de varios países, termina por identificar las banderas, por lo que se renombran a “Banderas gemelas de Allende”, luego encabezó varias diligencias ante los gobiernos de España y México para que se restauraran y luego de eso se llevara a efecto un proceso de intercambio y sección de banderas.
Es así como el 16 de mayo de 2010, en Santillana del Mar se realiza una ceremonia presidida por los presidentes José Luis Rodríguez Zapatero por España y Felipe Calderón Hinojosa, por México. En esa ceremonia el gobierno mexicano entrega a España dos banderas tomadas a las fuerzas militares españolas que realizaron el llamado Intento de Reconquista de 1829, y a la vez el gobierno español entrega a México, las dos banderas que serán llevadas ese mismo día por avión, siendo tomadas en custodia por el Instituto Nacional de Antropología e Historia quien las deposita en el Museo Nacional de Historia, donde son preparadas para exhibirse junto a los restos de los héroes de la independencia en el Palacio Nacional, tras lo cual regresan al Museo Nacional de Historia donde son exhibidas.

## Retorno o préstamo
Un aspecto importante del intercambio de las Banderas gemelas de Allende es que solo una de ellas quedara definitivamente en México, ya que por el tratado entre ambas sola la clasificada como 40.166 quedara definitivamente en México, la otra 40.167 será regresada tras cinco años ya que solo es un préstamo, en reciprocidad el gobierno español solo mantendrá en su poder la bandera de barradas con clasificación 10-115238 de nombre Coronela del Batallón del Rey Fernando, mientras la otra será devuelta a México.